# Nicolaas Petrus van Wyk Louw
Nicolaas Petrus van Wyk Louw (* 11. Juni 1906 in Sutherland, Kapkolonie; † 18. Juni 1970 in Johannesburg; meist N. P. van Wyk Louw) war ein südafrikanischer Schriftsteller und Literaturwissenschaftler. Er schrieb auf Afrikaans und erhielt zahlreiche südafrikanische Literaturpreise. Den Hertzogprys gewann er häufiger als jeder andere Schriftsteller. 

## Leben
Louw wurde 1906 als zweites von vier Kindern geboren. Ein jüngerer Bruder war der Dichter W. E. G. Louw.
Mit 14 Jahren zog Louw nach Kapstadt. Er erlangte 1926 einen Master-Abschluss in Germanistik an der Universität Kapstadt und arbeitete als Lehrer in Steynsburg. 1929 bis 1949 war er Dozent an der Universität Kapstadt. 1935 erschien mit Alleenspraak seine erste Gedichtsammlung. 1949 bis 1958 war er Professor für Afrikaans an der Universität Amsterdam, anschließend leitete er an der Johannesburger University of the Witwatersrand das Department für Niederländische Sprache und Afrikaans.

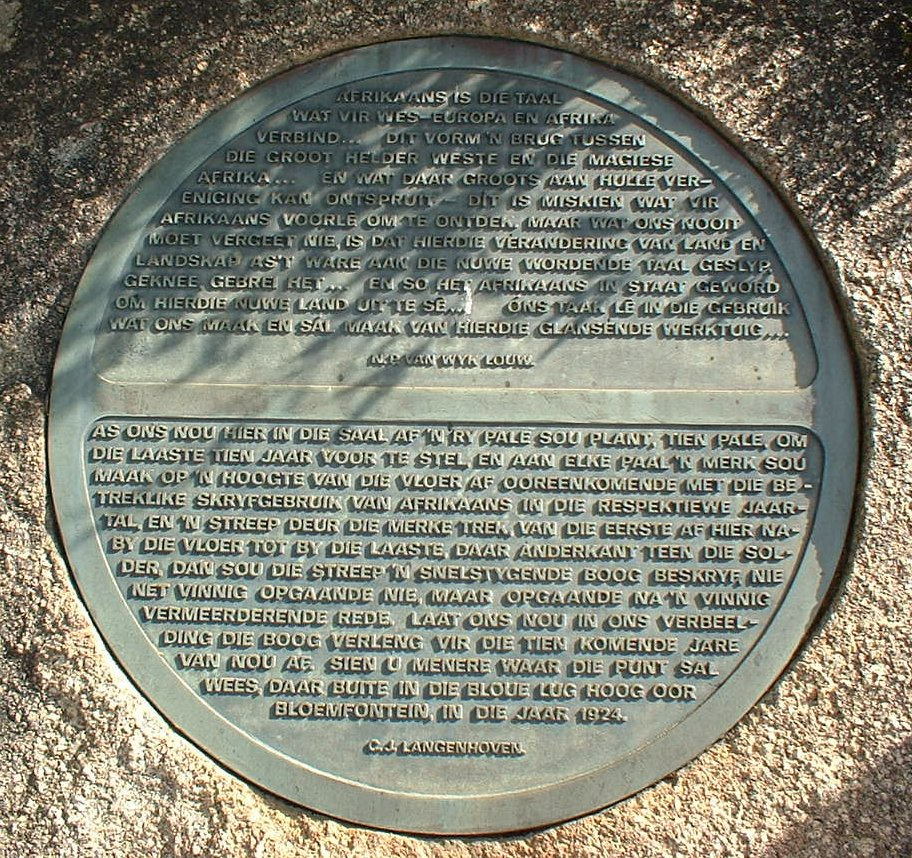
Texte von Louw und C. J. Langenhoven am Afrikaanse Taalmonument

Louw gehörte zur Gruppe der Dertigers (deutsch etwa: „Dreißiger“), eine Autorenbewegung in den 1930er Jahren. Er gewann fünf Mal den Hertzogprys, den wichtigsten Preis für Literatur auf Afrikaans. Einer seiner Texte wurde bei der Gestaltung des Afrikaanse Taalmonument, das der Sprache Afrikaans gewidmet ist, verwendet. 
2005 erhielt er postum den Order of Ikhamanga in Gold. Den Preis nahm seine Tochter entgegen. In der Würdigung wurde neben seiner literarischen Leistung hervorgehoben, dass er sich nicht für die Belange der Afrikaans-Sprecher, sondern auch für die Rechte der Sprecher der afrikanischen Sprachen eingesetzt habe, unter anderem in seinem Epos Raka, in dem der schwarze Protagonist gegen ein Ungeheuer kämpft, um das Erbe und die Sprache seines Stammes zu retten.

## Bibliografie
- 1935: Alleenspraak
- 1939: Berigte te velde
- 1939: Lojale verset
- 1941: Raka (1970 auch auf Deutsch)[3]
- 1947: Die dieper reg
- 1952: Dias
- 1954: Nuwe Verse
- 1957: Germanicus
- 1958: Liberale nasionalisme
- 1961: Dagboek van ’n soldaat
- 1962: Tristia en ander verse, voorspele en vlugte
- 1968: Berei in die woestyn
- 1974: Blomme vir die winter
- 1977: Deurskouende verband

## Auszeichnungen